# Leonardo World
Leonardo World è stata una rete televisiva tematica italiana di proprietà di Sitcom, dedicata alle comunità italiane all'estero. I suoi contenuti erano dedicati a economia, cultura, territorio, politica, innovazione e tecnologia.
Il suo palinsesto comprendeva il meglio delle produzioni dei quattro canali del gruppo Sitcom: Alice, Leonardo, Marcopolo e Nuvolari, relative ad argomenti come l'enogastronomia, la moda, lo stile, le tendenze, il design, le bellezze del territorio italiano, l'arte e l'arredamento.
I programmi erano trasmessi in italiano ma anche in lingua spagnola ed inglese.
Il canale era indirizzato ad Inghilterra, Stati Uniti d'America, Canada, Sud America, Australia, Giappone, Cina, Corea, Taiwan, Vietnam, Hong Kong e Malaysia.